# Женска штампа у Србији
Женска штампа у Србији први пут се појављује половином 19. века. Први женски часопис - Воспитател женскии, покренуо је Матија Бан, васпитач деце кнеза Александра Карађорђевића, 1847. године.

## Женски часописи покренути пре Првог светског рата
Први женски часопис - Воспитател женскии, покренуо је Матија Бан, васпитач деце кнеза Александра Карађорђевића, 1847. године, а био је намењен „красном полу јужнословенских народа". Намера издавача је била да утиче на просвећивање српских жена и на подизање њихове културе. Осим Бана, у часопису су сарађивали и књижевници Милан Милићевић и Милорад Шапчанин. Часопис је садржавао књижевне прилоге, поуке из медицине, текстове о васпитању и нези деце, вођењу домаћинства, али и прилоге са темама из области етике, науке, историје, географије, као и вести о акцијама жена у свету, положају жене у словенским земљама и друго. Колико је познато, изашле су три свеске овог часописа. Идеје које је Бан заступао о женама биле су за тадашње српско друштво врло револуционарне, часопис је штампан на народном језику, па се претпоставља да је стога било забрањено његово излажење.
Први женски часопис у Србији који је излазио у континуитету био је часопис Домаћица, основан као гласило Београдског женског друштва. часопис се одржао чак до почетка Другог светског рата.

### Часописи који су излазили у Србији
- Воспитатељ женски (1847, изашло само 3 броја)
- Домаћица (1879-1941, Београд)
- Једнакост (1910-1914, Београд; орган жена социјалдемократкиња)
- Ручни рад (1898-19??, Београд; илустровани педагошки лист : орган Друштва за ручни рад у школи)
- Матерински лист (1901-1903, Београд; илустровани месечник за домаће васпитање и неговање деце, испитивање детињства и рад у забавишту)
- Париска мода (током 1902, Београд; лист за лепу ношњу, најновије кројење, ручне радове, домаће савете и лепу забаву)[3]

### Часописи који су излазили у Војводини
- Српкиња (1882-1883; 1886, Панчево)[4]
- Женски свет (1886-1914, Нови Сад)
- Посестрима (током 1890, Панчево, Велика Кикинда)
- Српска везиља (1903; 1905-1906, Вршац; илустровани лист за ручни рад, домаћу потребу и забаву)
- Жена (1911-1921, Нови Сад)[3]

### Часописи који су излазили у Босни и Херцеговини
- Српска жена (1912-1913, Сарајево; орган Савеза добротворних задруга Српкиња за БиХ)[4]

## Женски часописи покренути у Србији између два светска рата
Жене ове генерације покрећу своје независне феминистичке листове и сарађују у другој прогресивној штампи широм тадашње Краљевине Југославије, па тако и у Србији. Часописи овог периода промовишу женственост и еманципацију, али не у смислу родне равноправности у мери у којој се то десило после Другог светског рата, него у афирмацији саме жене.
- Женски покрет (1920-1938, Београд; орган Друштва за просвећивање жене и заштиту њених права)
- Жена данас (од 1936, Београд)[2][4][а]
- Жена и свет (1925-1941, Земун)[3]

## Женски часописи покренути у Србији после Другог светског рата
- Практична жена (часопис) - женски часопис
- Политика Базар - женски часопис
- Нада (часопис 1976-1993) - женски часопис

## Савемени женски часописи
- Про Фемина - српски и југословенски часопис за књижевност и културу и представља један од првих часописа о феминизму у Југославији. Излазио је од 1994. до 2011. године.[6]
- Женске студије - часопис за феминистичку теорију. Излазио је од 1995. до 2002. године.[7]
- Генеро

## Електронски женски часописи
- Књиженство